# Arquitectura moderna estadounidense

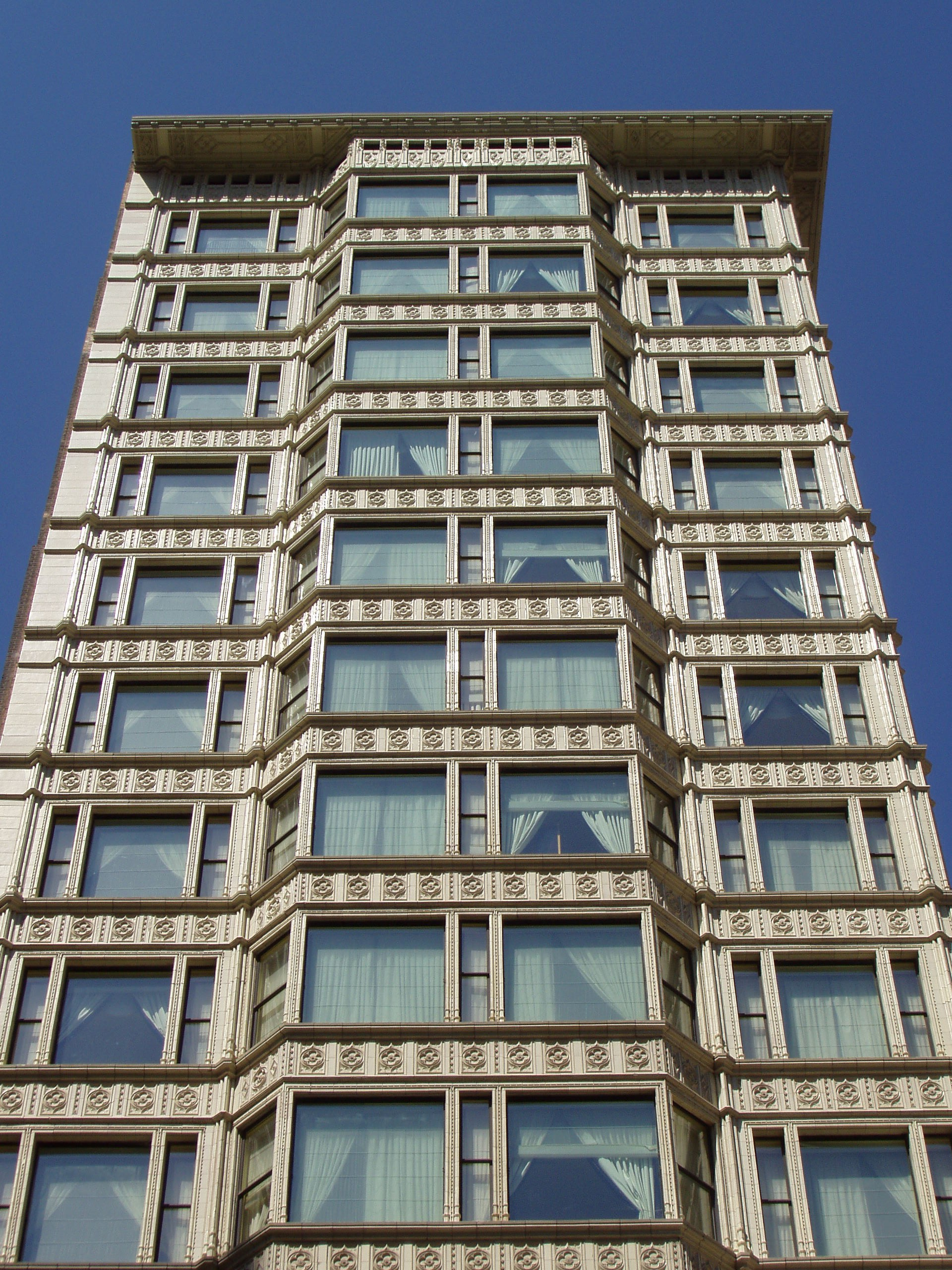
Hotel em Chicago por Daniel Burnham

A arquitetura moderna estadounidense foi um movimento ou estilo arquitetônico que ocorreu nos Estados Unidos aproximadamente entre a última década do século XIX e a penúltima década do século XX.

## Terminologia

### Desambiguação
O termo refere-se aos edifícios e arquitetos das décadas do modernism ou modern architecture em inglês, o que nada tinha a ver com o significado do termo modernismo (ligado à Art Nouveau e Arts and Crafts) na Península Ibérica, antes da Segunda Guerra Mundial, o que é chamado en inglês de modernisme. Em lingua portuguesa, particularmente no Brasil, o termo modernismo ou arquitetura moderna foi alinhado com o seu significado em lingua inglesa.

### Origem
O termo modernismo que dá origem ao movimento moderno e à arquitetura moderna tem sua origem original no nome do livro de Henry-Russel Hitchock e Philip Johnson no qual foi identificado, categorizado e exposto sob características comuns ao "modernismo" em todo o mundo. Como resultado, ele se concentrou mais nos aspectos estilísticos do modernismo. Os princípios básicos do estilo internacional juntos constituem uma parte do movimento moderno.

### Diversidade de termos
O movimento moderno ou estilo internacional não possui um nome homogêneo em todos os países e línguas. Em muitos países, é utilizado o termo "estilo internacional" (International Style), que teve origem na exposição organizada por Hitchcock e Johnson no Museu de Arte Moderna de Nova Iorque em 1932 e no livro publicado por ambos O estilo internacional: arquitetura desde 1922.
Um termo sinônimo é “Movimento Moderno”, do livro Pioneers of Modern Movement from William Morris to Walter Gropius (1936), de Nikolaus Pevsner. Este último tem um significado mais amplo e incluiria, além do racionalismo ou do estilo internacional, os movimentos de vanguarda das duas primeiras décadas do século XX.

## Características e etapas
Baseado em novas e inovadoras tecnologias de construção, especialmente na utilização de vidro, aço e concreto armado; a ideia de que a forma deve seguir a função (funcionalismo); uma adoção do minimalismo; e uma certa rejeição ao ornamento.

### Primeiras décadas da arquitetura moderna (1890–1914). O exemplo de Wright

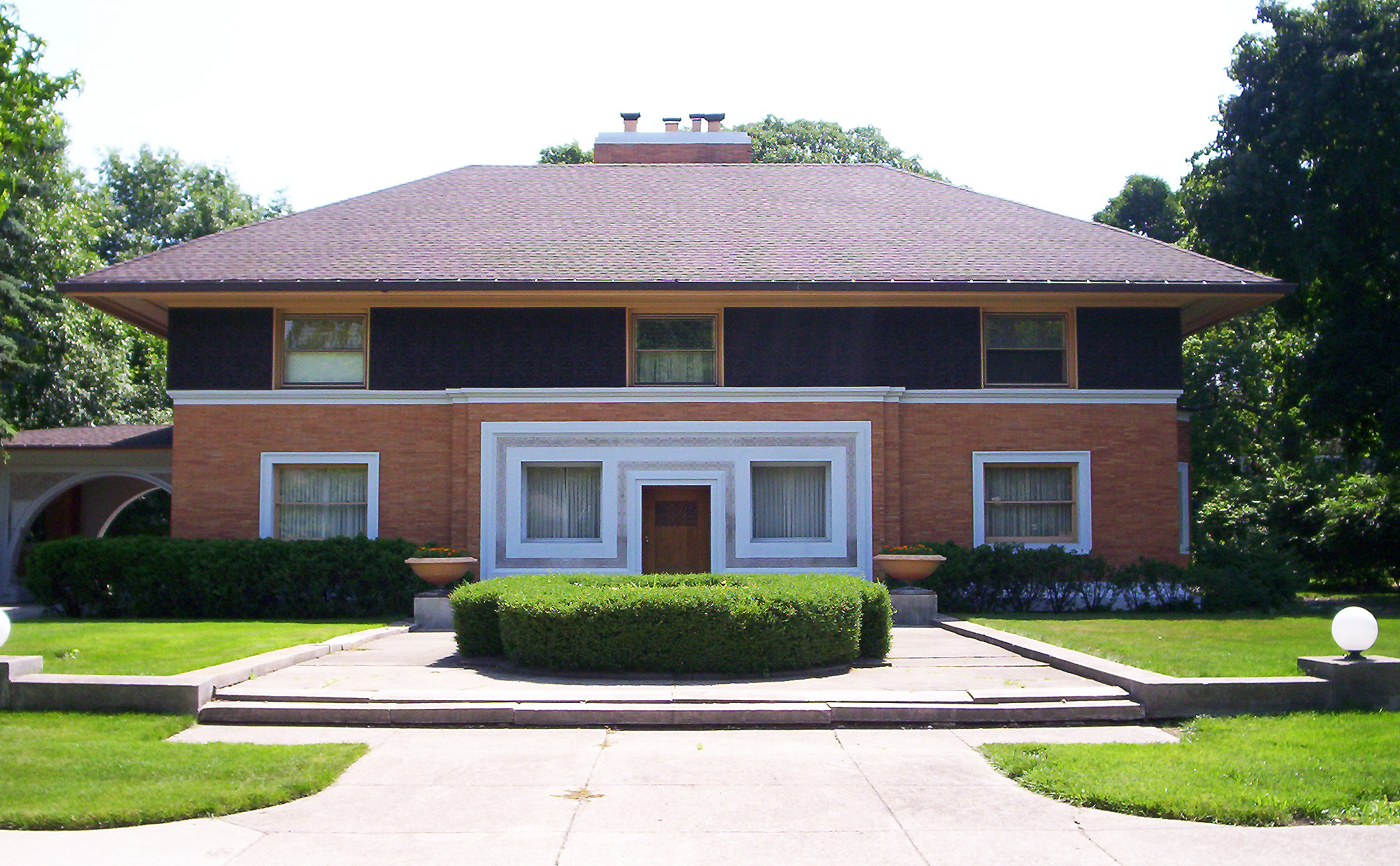
Casa de William H. Winslow, de Frank Lloyd Wright, Floresta Fluvial, Illinois(1893–94)
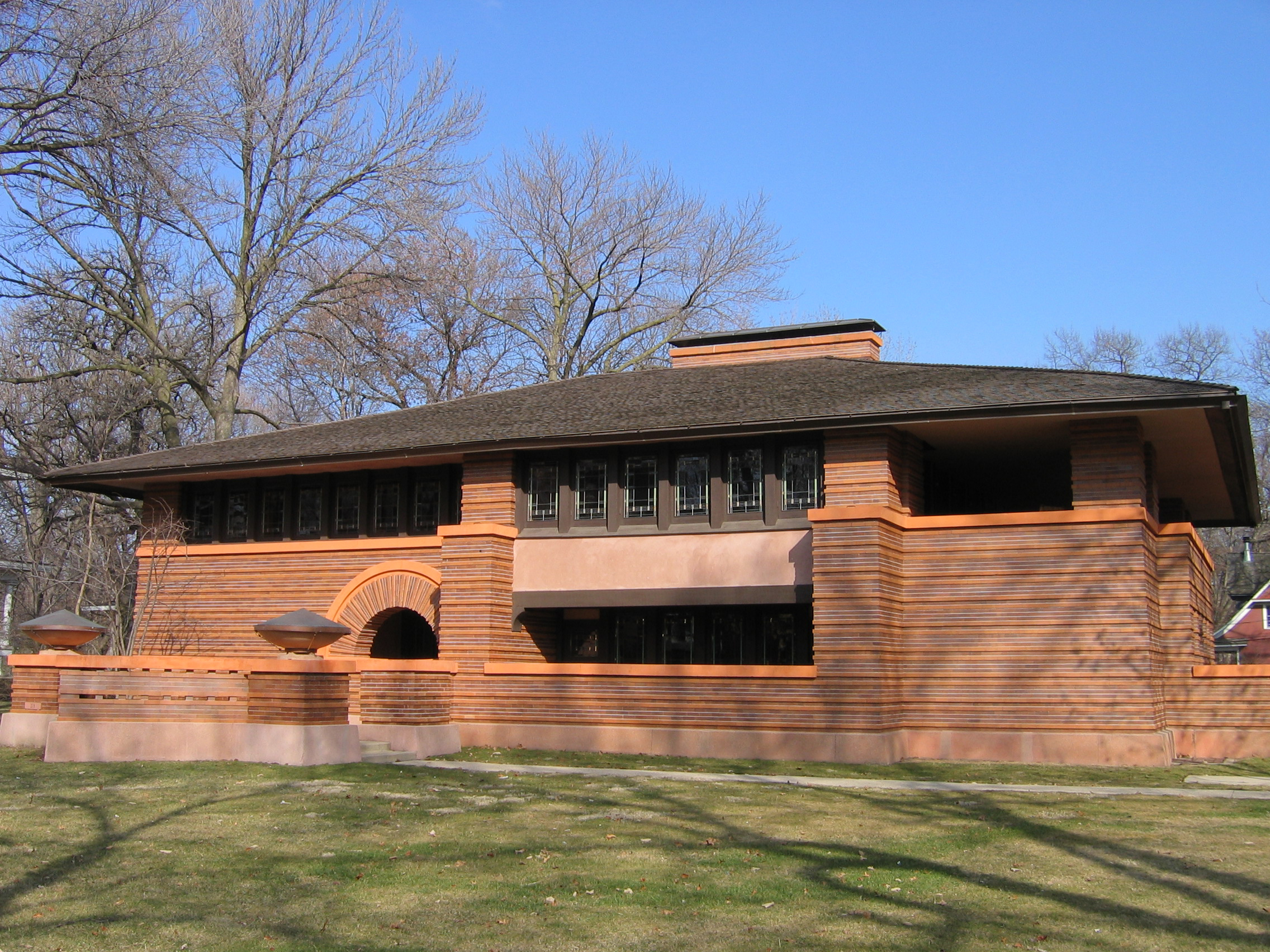
A Casa Arthur Heurtley em Oak Park, Illinois (1902)
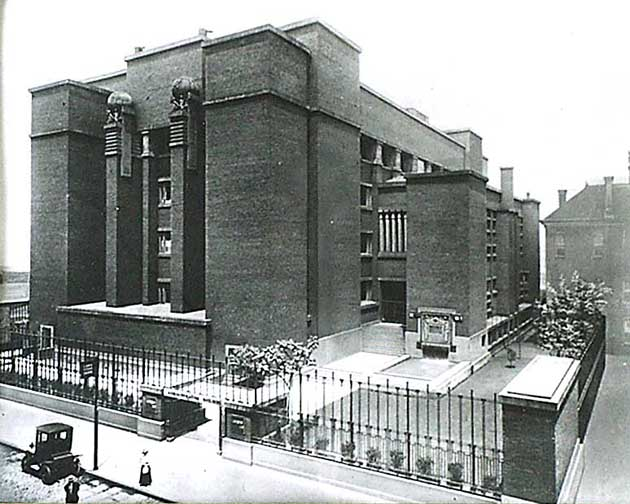
Edifício Administrativo Larkin de Wright, em Búfalo (1904–1906)
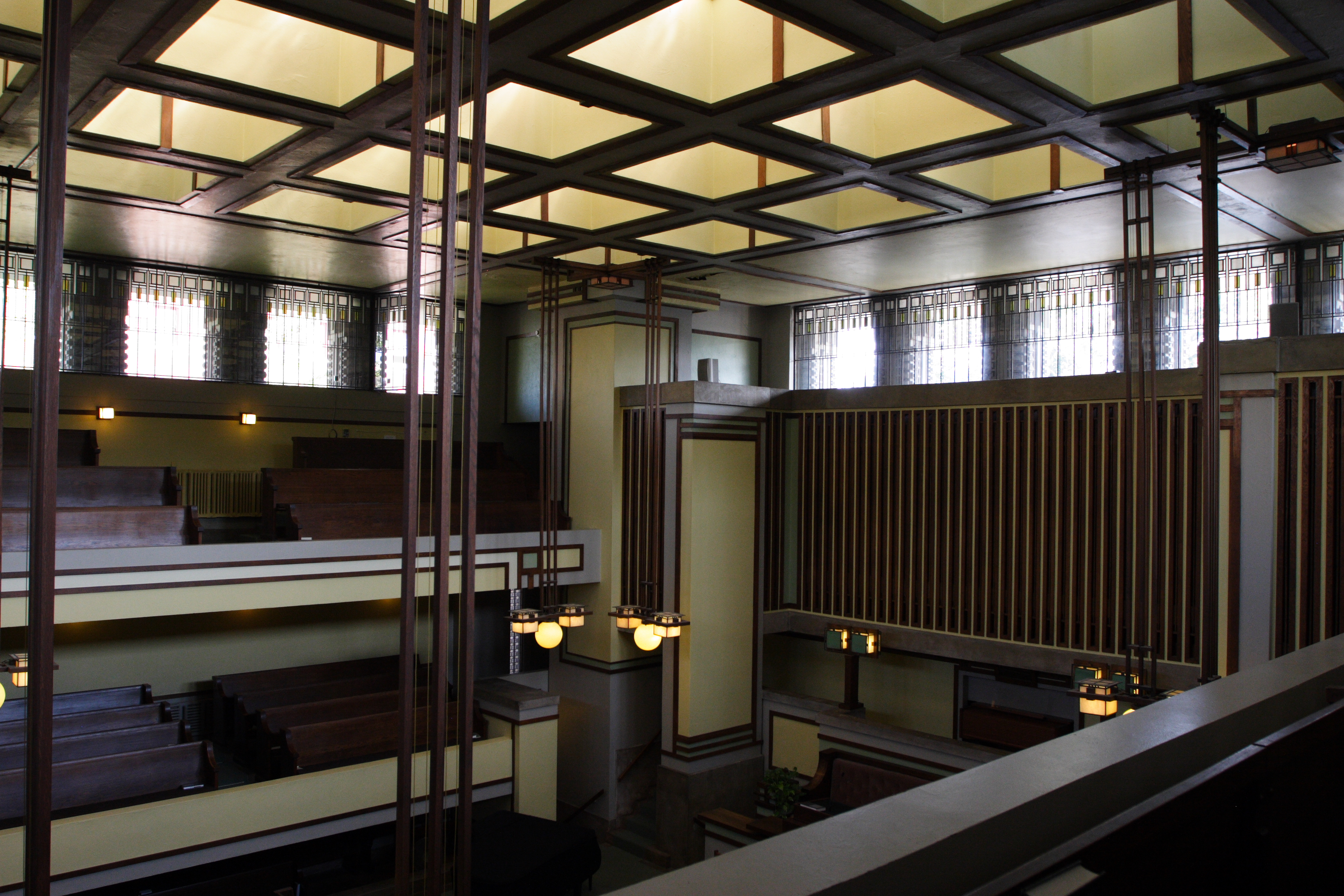
Interior do Templo da Unidade, deWright, Oak Park, Illinois (1905–1908)
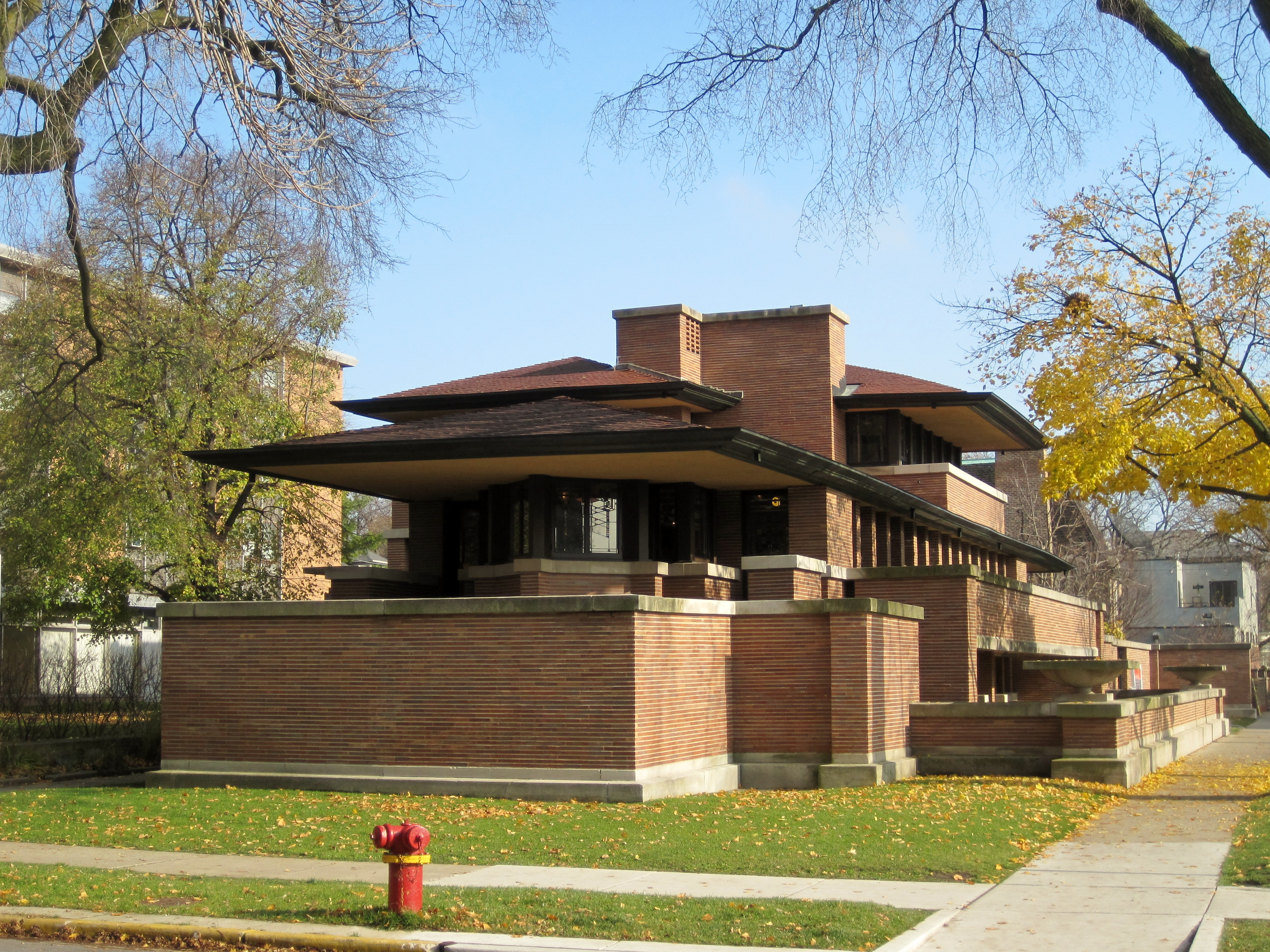
A Casa Robie de Wright, Chicago (1909)

Frank Lloyd Wright foi um arquiteto americano altamente original e independente que se recusou a ser categorizado em qualquer movimento arquitetônico. Assim como Le Corbusier e Ludwig Mies van der Rohe, ele não teve formação formal em arquitetura. Entre 1887 e 1893, ele trabalhou no escritório de Chicago de Louis Sullivan, que foi o pioneiro nos primeiros edifícios de escritórios altos com estrutura de aço em Chicago e que declarou "a forma segue a função". Wright decidiu quebrar todas as regras tradicionais. Ele era particularmente famoso por suas Prairie Houses, incluindo a Winslow House em River Forest, Illinois (1893–94); Arthur Heurtley House (1902) e Robie House (1909); Residências amplas, geométricas e sem decoração, com fortes linhas horizontais que pareciam sair da terra e que ecoavam os amplos espaços abertos da pradaria americana. Seu Larkin Building (1904–1906) em Buffalo, Nova Iorque, Unity Temple (1905) em Oak Park, Illinois e Unity Temple tinham formas muito originais e nenhuma conexão com precedentes históricos.

### Primeiros arranha-céus
No final do século XIX, os primeiros arranha-céus começaram a aparecer nos Estados Unidos. Eles foram uma resposta à escassez de terrenos e ao alto custo dos imóveis no centro das cidades americanas em rápido crescimento, e à disponibilidade de novas tecnologias, incluindo estruturas de aço à prova de fogo e melhorias no elevador de segurança inventado por Elisha Otis em 1852. O primeiro "arranha-céu" com estrutura de aço, o Home Insurance Building em Chicago, tinha dez andares de altura. Foi projetado por William Le Baron Jenney em 1883 e foi brevemente o edifício mais alto do mundo. Louis Sullivan construiu outra nova estrutura monumental, o Carson, Pirie, Scott and Company Building, no coração de Chicago em 1904–06. Embora estes edifícios fossem revolucionários nas suas estruturas de aço e altura, a sua decoração foi retirada da Arquitectura Neo-Renascentista, Neo-Gótica e de Belas Artes. O Edifício Woolworth, projetado por Cass Gilbert, foi concluído em 1912, e foi o edifício mais alto do mundo até a conclusão do Edifício Chrysler em 1929. A estrutura era puramente moderna, mas o seu exterior era decorado com ornamentação neogótica, completada com contrafortes, arcos e pináculos decorativos, o que lhe valeu o apelido de “Catedral do Comércio”.
Por volta de 1900, no período de 1895 a 1905, a arquitetura dos Estados Unidos não estava definida, mostrava-se como um conglomerado de estilos ecléticos, sem qualquer relação com as ideias da nação.
Naquela época, considerava-se arquitetura a implementação de modas e estilos não relacionados às técnicas de construção, fenômeno denominado ecletismo. Mas, por outro lado, foi também uma época em que toda a indústria da construção passava por transformações revolucionárias. Surgiram novos materiais de construção, ao mesmo tempo que foram desenvolvidos novos métodos de transformação de materiais antigos. Porém, a arquitetura que efetivamente foi colocada em prática naquela época, pouco ou nada, refletia essas novas tecnologias e materiais construtivos.
A grande exposição de Chicago de 1893, a Exposição Colombiana, foi um bom exemplo desta situação. Por um lado, Louis Sullivan poderia afirmar que esta exposição atrasou a arquitectura americana em pelo menos 50 anos, mas, por outro lado, Daniel Burnham, o arquitecto da moda em Chicago nessa altura, elogiou a exposição, por ser, no seu opinião, um exemplo do que os americanos gostariam de construir.Quando ele incentivou Wright a visitar a Beaux-Arts de Paris, ele lhe disse:
Frank, essa exposição terá grande influência no nosso país. Pela primeira vez, os americanos viram obras clássicas em grande escala.
Este jovem arquiteto (Frank Lloyd Wright), acabava de abrir seu ateliê com a encomenda da casa de William Winslow, da qual Burnham diria:
Uma verdadeira casa de cavalheiros, desde os alicerces até ao sótão, retrucou: não, porque também há Louis Sullivan...e se John Root ainda estivesse vivo, não creio que ele pensaria como você. Richardson, claro que não.
Burnham continuou argumentando:

Frank, a exposição faria você ver que se Bem Sullivan e Richardson são certamente bons em seu estilo, talvez não consiga prevalecer... a arquitetura está tomando outro rumo.
E naturalmente foi. Não é sem ironia que este desastre arquitectónico de 1893 coincida com a data em que Lloyd Wright abriu o seu estúdio em Chicago, depois de ter trabalhado durante quase sete anos na Adler and Sullivan's.

### 1920 a 1940

#### Wright, Schlinder e Neutra

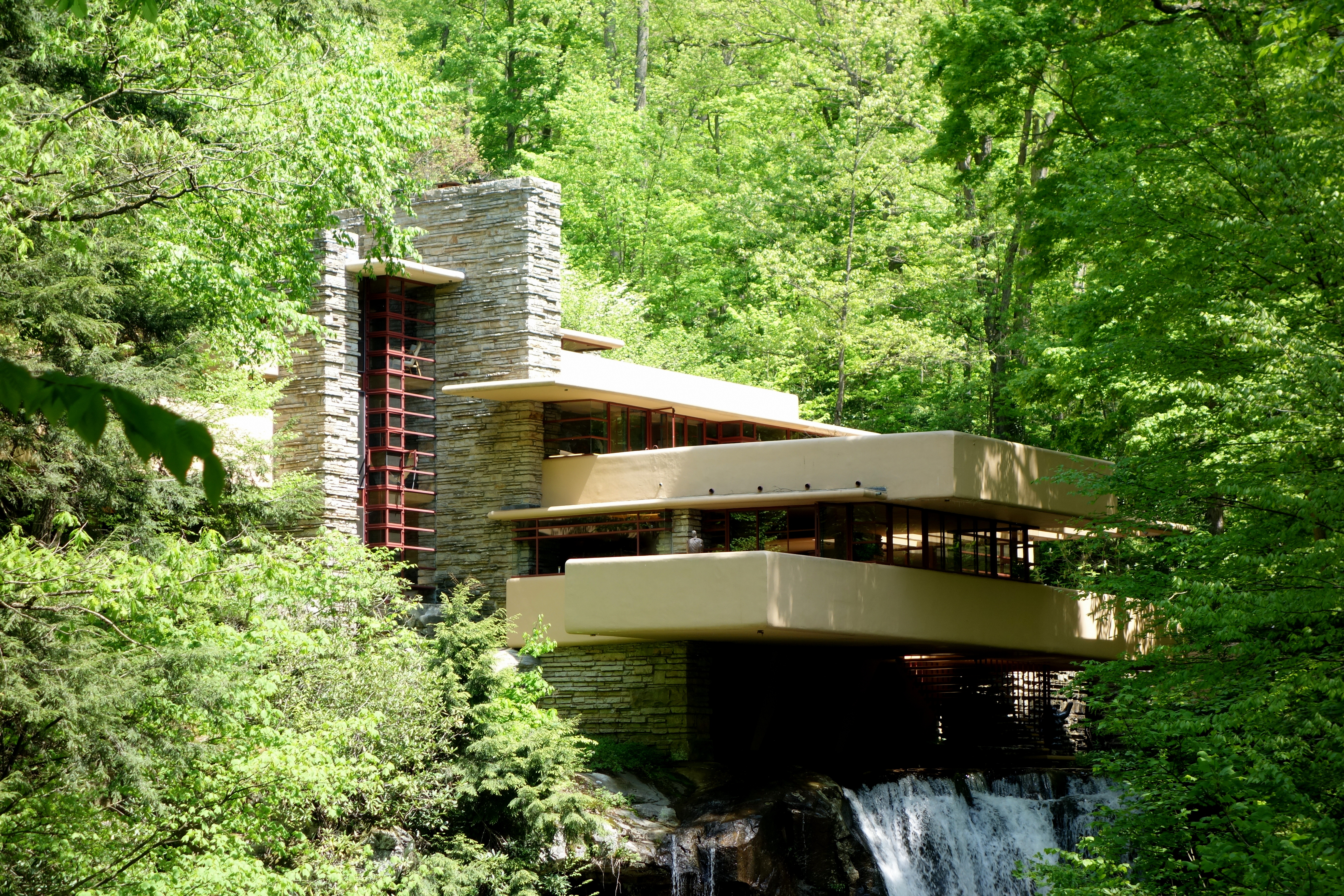
Casa da Cascata por Frank Lloyd Wright (1928–34)
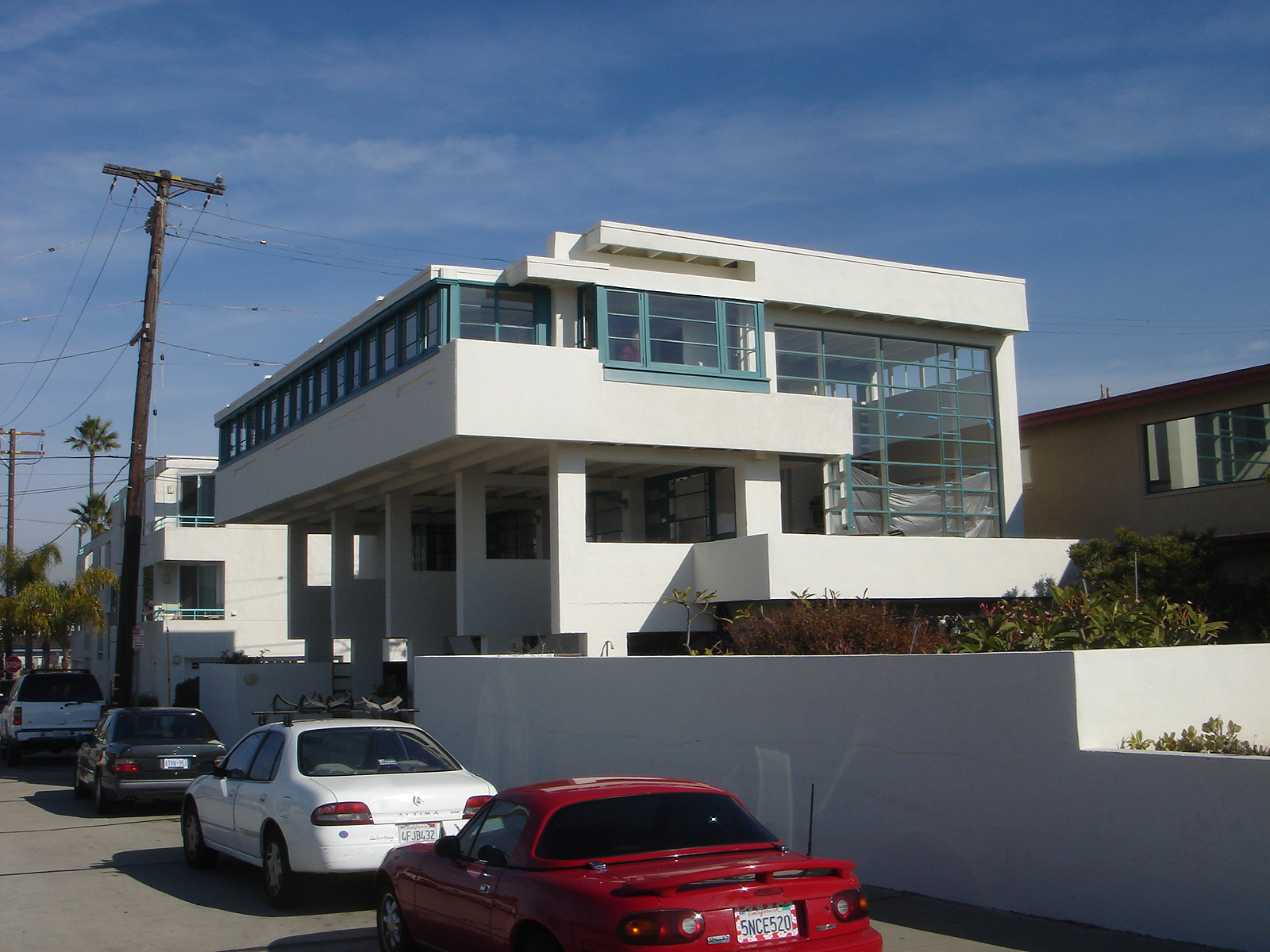
Casa de praia em Lovell em Newport Beach por Rudolph Schindler (1926)
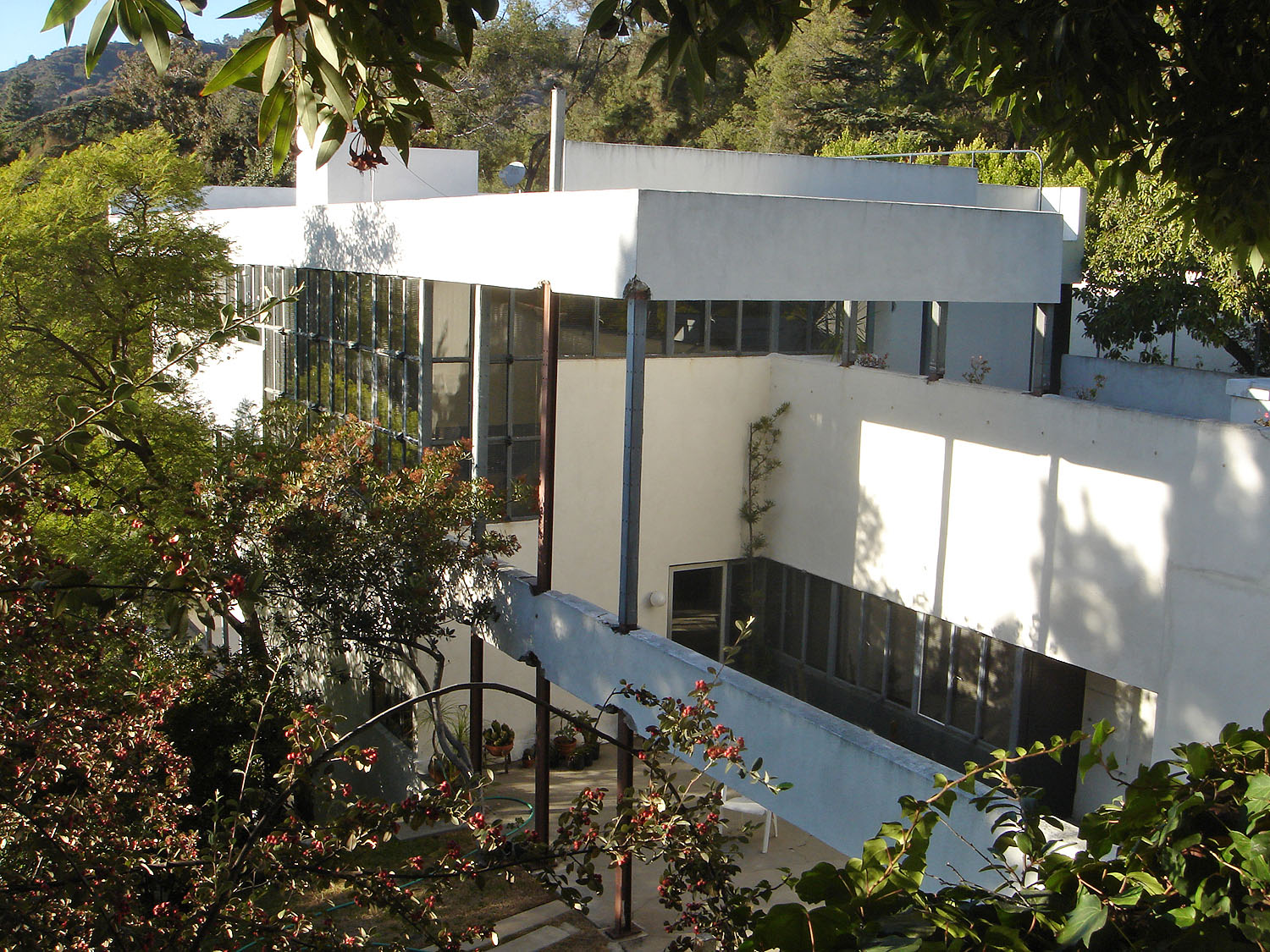
Casa de Saúde Lovell em Los Feliz, Los Angeles, Califórnia, por Neutra (1927–29)

Durante as décadas de 1920 e 1930, Frank Lloyd Wright recusou-se firmemente a ser associado a qualquer movimento arquitetônico. Ele considerava sua arquitetura inteiramente única e própria. Entre 1916 e 1922, rompeu com seu estilo anterior de casa de pradaria e trabalhou em casas decoradas com blocos de cimento texturizados que lembravam a antiga civilização maia. Ele experimentou por um tempo casas modulares produzidas em massa. Ele identificou sua arquitetura como "Usoniana", uma combinação de EUA, "utópica" e "ordem social orgânica". Seus negócios foram seriamente afetados pelo início da Grande Depressão iniciada em 1929; ele tinha menos clientes ricos que queriam experimentar. Entre 1928 e 1935, ele construiu apenas dois edifícios: um hotel perto de Chandler, Arizona, e a mais famosa de todas as suas residências, Fallingwater (1934–37), uma casa de férias na Pensilvânia para Edgar J. Kaufman que une perfeitamente arquitetura e natureza.
O arquiteto austríaco Rudolph Schindler projetou o que poderia ser chamado de primeira casa de estilo moderno em 1922, a Casa Schindler. Schindler também contribuiu para o movimento moderno americano com seu projeto para a Lovell Beach House em Newport Beach. O arquiteto austríaco Richard Neutra mudou-se para os Estados Unidos em 1923, trabalhou brevemente com Frank Lloyd Wright e também rapidamente se tornou uma força na arquitetura americana através de seu projeto modernista para o mesmo cliente, a Lovell Health House em Los Angeles. A obra arquitetônica mais notável de Neutra foi a Kaufmann Desert House em 1946, e ele projetou centenas de outros projetos.
Na década de 1930, fugindo dos nazistas após o fechamento da Bauhaus, chegaram a arquitetos e artistas como Mies van der Rohe, László Moholy-Nagy, e outros que fundaram a Nova Bauhaus em Chicago e lecionaram em vários centros universitários. nos Estados Unidos, como o Black Mountain College.

### Do período pós-guerra na década de 1940 à década de 1980
O Estilo Internacional de arquitetura apareceu na Europa, particularmente no movimento Bauhaus, no final da década de 1920. Em 1932 foi reconhecido e nomeado numa exposição no Museu de Arte Moderna de Nova Iorque organizada pelo arquitecto Philip Johnson e pelo crítico de arquitectura Henry-Russell Hitchcock, entre 1937 e 1937. No entanto, esses arquitectos e artistas europeus têm vindo a abandonar, especialmente no caso de Mies Van der Rohe, a ideia original de misturar artesanato, arquitectura e arte, em favor de uma uniformização de vidro, betão armado e perfis metálicos e de uma profusão de arranha-céus cada vez mais altos.

#### Walter Gropius, Marcel Breuer, Mies van der Rohe

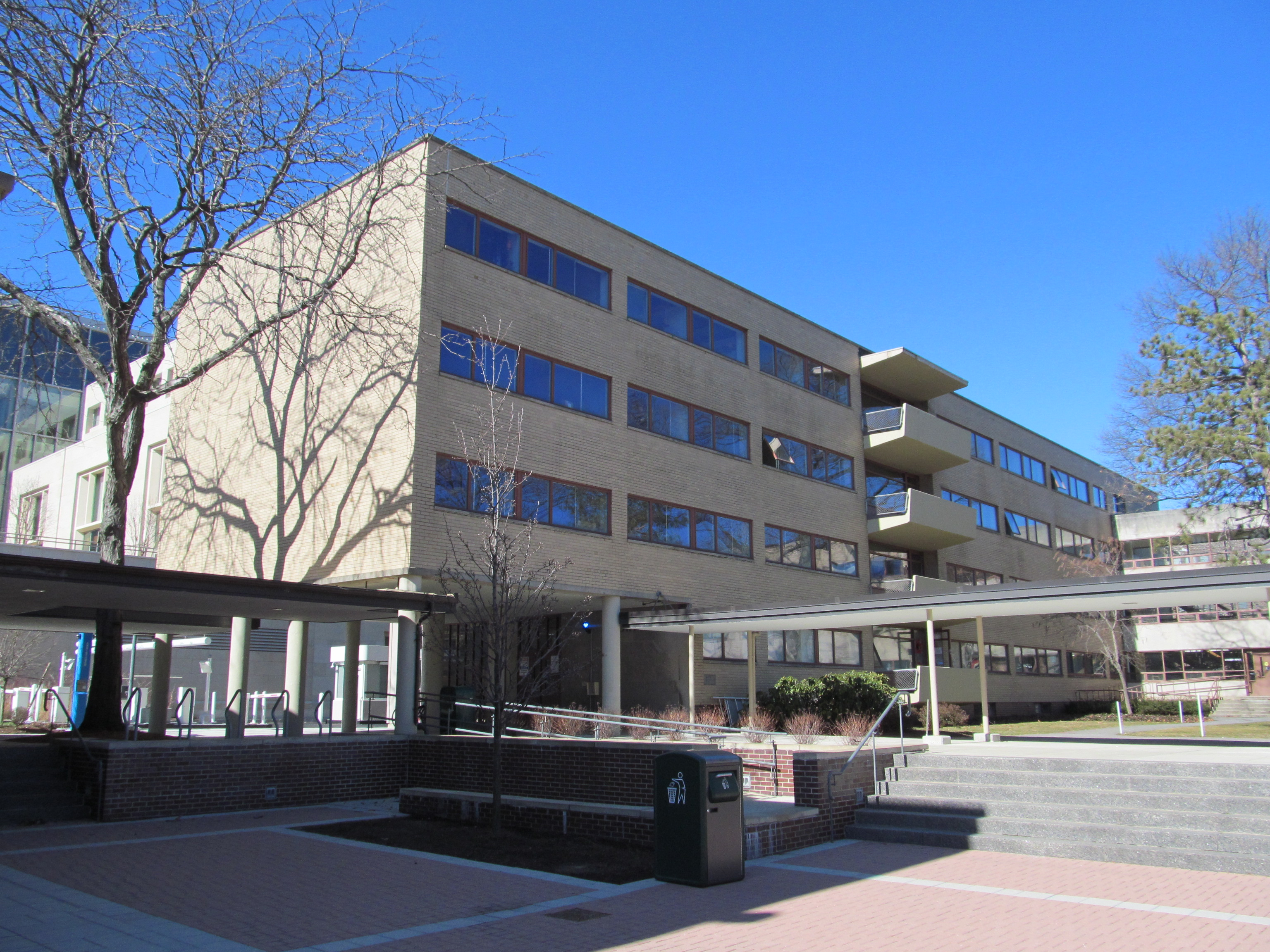
Story Hall da Faculdade de Direito de Harvard, de Walter Gropius
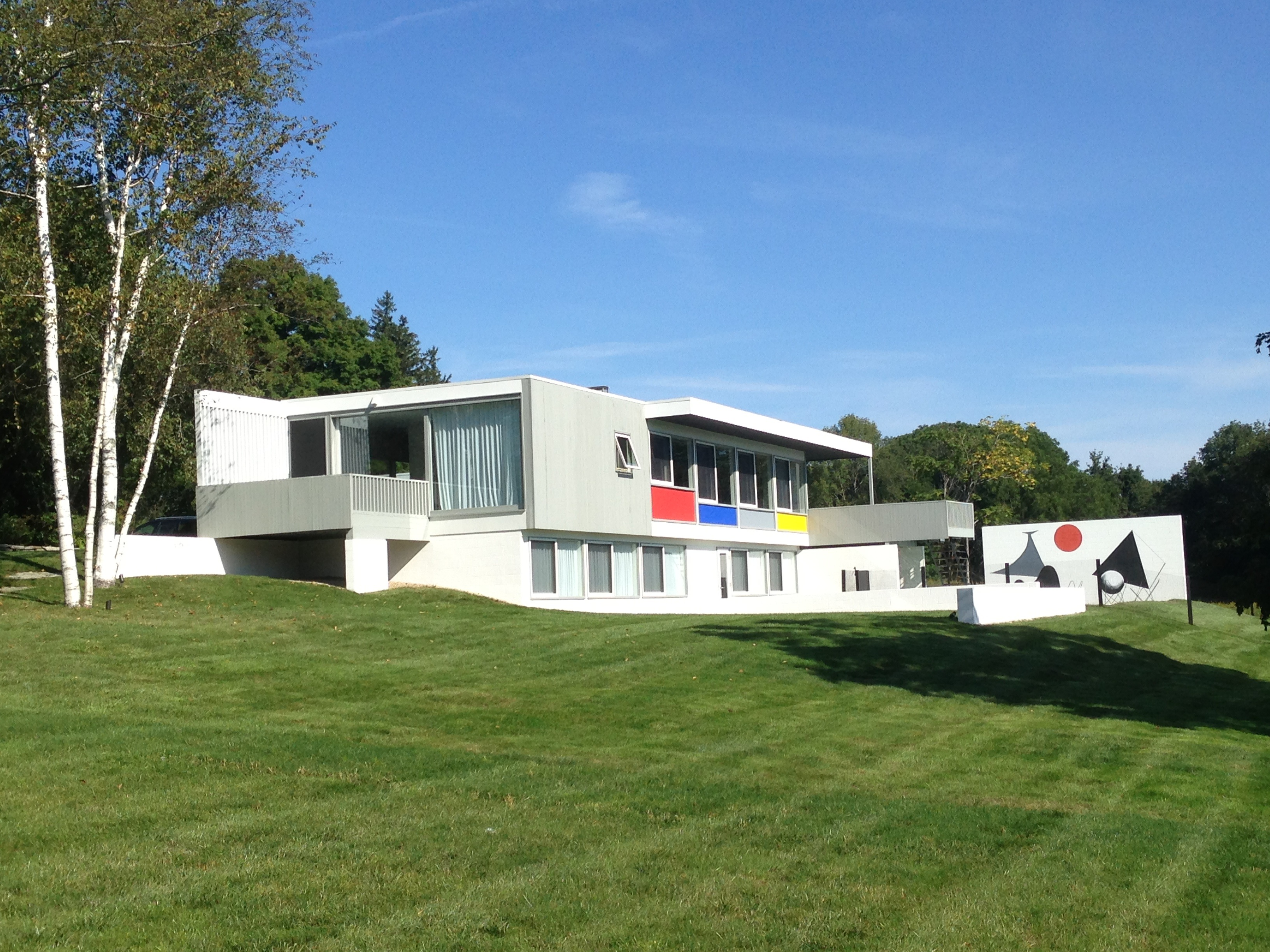
A Casa Stillman Litchfield, Connecticut, de Marcel Breuer (1950) O mural da piscina é de Alexandre Calder
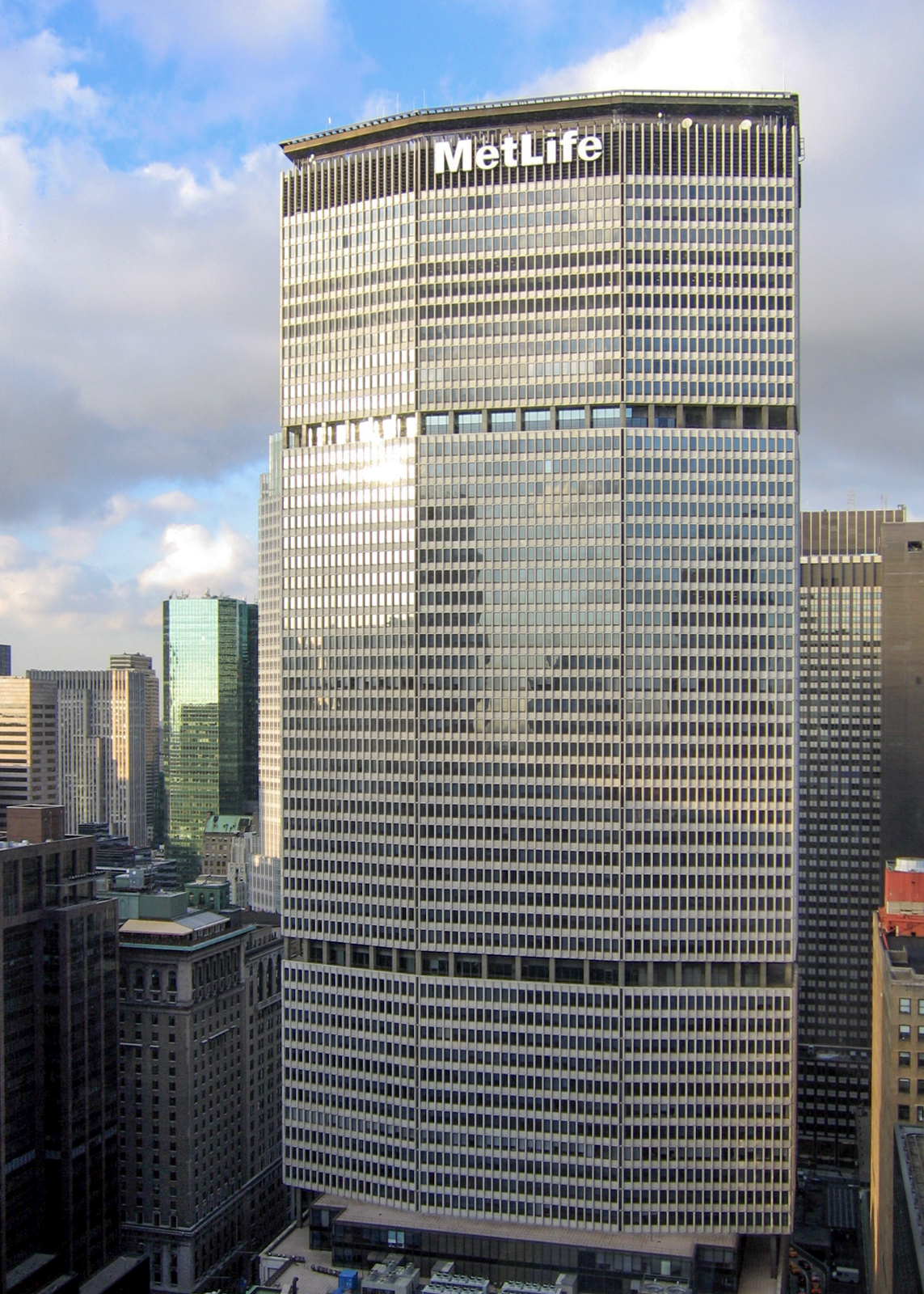
O edifício PanAm (agora MetLife) em Nova Iorque por Gropius (1958–63)

Walter Gropius, o fundador da Bauhaus, mudou-se para a Inglaterra em 1934 e lá passou três anos antes de ser convidado para ir aos Estados Unidos por Walter Hudnut, da Harvard Graduate School of Design; Gropius tornou-se o chefe da faculdade de arquitetura. Marcel Breuer, que havia trabalhado com ele na Bauhaus, juntou-se a ele e abriu um escritório em Cambridge. A fama de Gropius e Breuer atraiu muitos estudantes, que se tornaram arquitetos famosos, incluindo Ieoh Ming Pei e Philip Johnson . Eles não receberam uma comissão importante até 1941, quando projetaram moradias para trabalhadores em Kensington, Pensilvânia, perto de Pittsburgh. Em 1945, Gropius e Breuer associaram-se a um grupo de arquitetos mais jovens sob o nome TAC (The Architects Collaborative). Seus trabalhos notáveis incluíram a construção da Harvard Graduate School of Design, a Embaixada dos Estados Unidos em Atenas (1956–57) e a sede da Pan American Airways em Nova Iorque (1958–63).
Mies van der Rohe descreveu sua arquitetura com o famoso ditado “Menos é mais”; o lema já havia sido dito por Quílon de Esparta, muito mais tarde por um poema de Robert Browning e depois por Peter Behrens. Como diretor da escola de arquitetura do que hoje é o Instituto de Tecnologia de Illinois, de 1939 a 1956, Mies (como era comumente conhecido) fez de Chicago a principal cidade do movimento moderno americano do pós-guerra. Ele construiu novos edifícios para o Instituto em estilo modernista, dois prédios de apartamentos altos em Lakeshore Drive (1948–51), que se tornaram modelos para arranha-céus em todo o país. Outras obras importantes incluíram a Farnsworth House em Plano, Illinois (1945–1951), uma simples caixa de vidro horizontal que teve enorme influência na arquitetura residencial americana. O Chicago Convention Center (1952–54) e o Crown Hall no Illinois Institute of Technology (1950–56) e o Seagram Building na cidade de Nova York (1954–58) também estabeleceram um novo padrão. pela pureza e elegância. Baseadas em pilares de granito, as paredes lisas de vidro e aço ganharam um toque de cor com o uso de vigas I em tons de bronze na estrutura. Ele retornou à Alemanha em 1962-68 para construir a nova Nationalgallerie em Berlim. Entre seus alunos e seguidores estavam Philip Johnson e Eero Saarinen, cujo trabalho foi substancialmente influenciado por suas ideias.

#### Richard Neutra e Charles e Ray Eames
Alguns arquitetos residenciais influentes no novo estilo nos Estados Unidos foram Richard Neutra e Charles e Ray Eames. A obra mais famosa dos Eames foi a Eames House em Pacific Palisades, Califórnia, (1949). Charles Eames em colaboração com Eero Saarinen compôs duas estruturas, uma residência de arquiteto e seu estúdio, unidos em forma de L. A casa, influenciada pela arquitetura japonesa, é constituída por painéis translúcidos e transparentes organizados em volumes simples, muitas vezes utilizando materiais naturais, apoiados numa estrutura de aço. A estrutura da casa foi montada em dezesseis horas por cinco trabalhadores. Ele iluminou seus edifícios com painéis de cores puras.
Richard Neutra continuou a construir casas influentes em Los Angeles, usando o tema de caixa simples. Muitas dessas casas confundiram a linha de distinção entre espaços internos e externos com paredes de vidro. Sua Constance Perkins House em Pasadena, Califórnia (1962) foi um novo exame da modesta casa unifamiliar. Foi construído com materiais baratos – madeira, gesso e vidro – e foi concluído a um custo de pouco menos de US$ 18 mil. Neutra escalou a casa às dimensões físicas de sua proprietária, uma mulher pequena. Possui um espelho d'água que serpenteia sob as paredes de vidro da casa. Outro dos edifícios mais exclusivos de Neutra foi Shepherd's Grove em Garden Grove.

#### Skidmore, Owings e Merrill e Wallace K. Harrison
Muitos dos notáveis edifícios modernos dos anos do pós-guerra foram produzidos por duas mega-agências de arquitectura, que reuniram grandes equipas de designers para projectos muito complexos. A empresa Skidmore, Owings & Merrill foi fundada em Chicago em 1936 por Louis Skidmore e Nathaniel Owings, e juntou-se em 1939 ao engenheiro John Merrill, logo se tornou SOM. Seu primeiro grande projeto foi o Laboratório Nacional de Oak Ridge, em Oak Ridge, Tennessee, a gigantesca instalação governamental que produziu plutônio para as primeiras armas nucleares. Em 1964 o escritório contava com dezoito “sócios-proprietários”, 54 “participantes associados” e 750 arquitetos, técnicos, designers, decoradores e paisagistas. Seu estilo foi amplamente inspirado no trabalho de Mies van der Rohe, e seus edifícios logo tiveram um lugar de destaque no horizonte de Nova York, incluindo Manhattan House (1950–51), Lever House (1951–52) e a Manufacturers Trust Company. Edifício (1954). Os edifícios posteriores da empresa incluem a Biblioteca Beinecke da Universidade Yale (1963), a Willis Tower, antiga Sears Tower em Chicago (1973), e o One World Trade Center em Nova York (2013), que substituiu o prédio destruído nos ataques de 11 de setembro de 2001.
Wallace Harrison desempenhou um papel importante na história da arquitetura moderna de Nova Iorque; como consultor de arquitetura da Família Rockefeller, ajudou a projetar o Rockefeller Center, o principal projeto arquitetônico Art Déco da década de 1930. Foi arquiteto supervisor da Feira Mundial de Nova Iorque de 1939-40 e, com seu sócio Max Abramowitz, foi o construtor e arquiteto-chefe da sede das Nações Unidas; Harrison liderou um comitê de arquitetos internacionais, que incluía Oscar Niemeyer (que produziu o plano original aprovado pelo comitê) e Le Corbusier. Outros edifícios icônicos de Nova York projetados por Harrison e sua companhia incluíam o Metropolitan Opera House, o plano diretor do Lincoln Center e o John F. Kennedy.

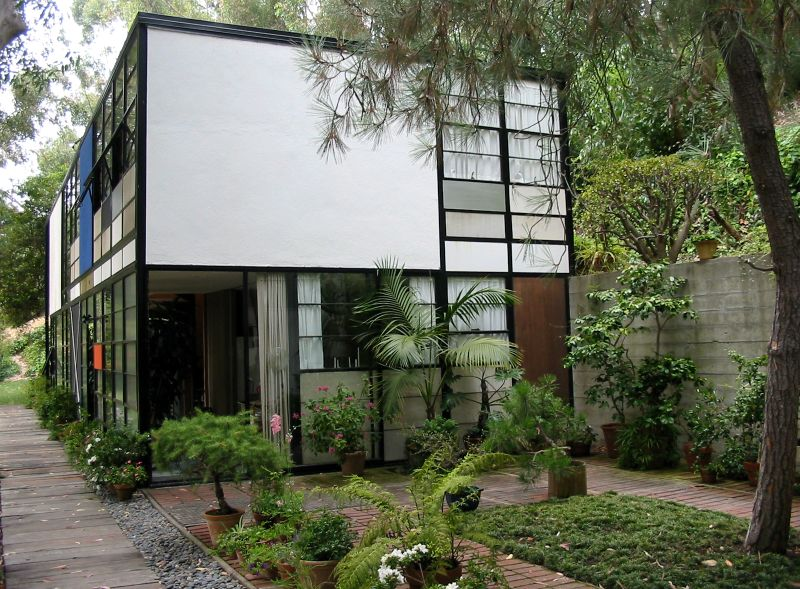
Eames House de Charles e Ray Eames, Pacific Palisades, Los Angeles(1949)
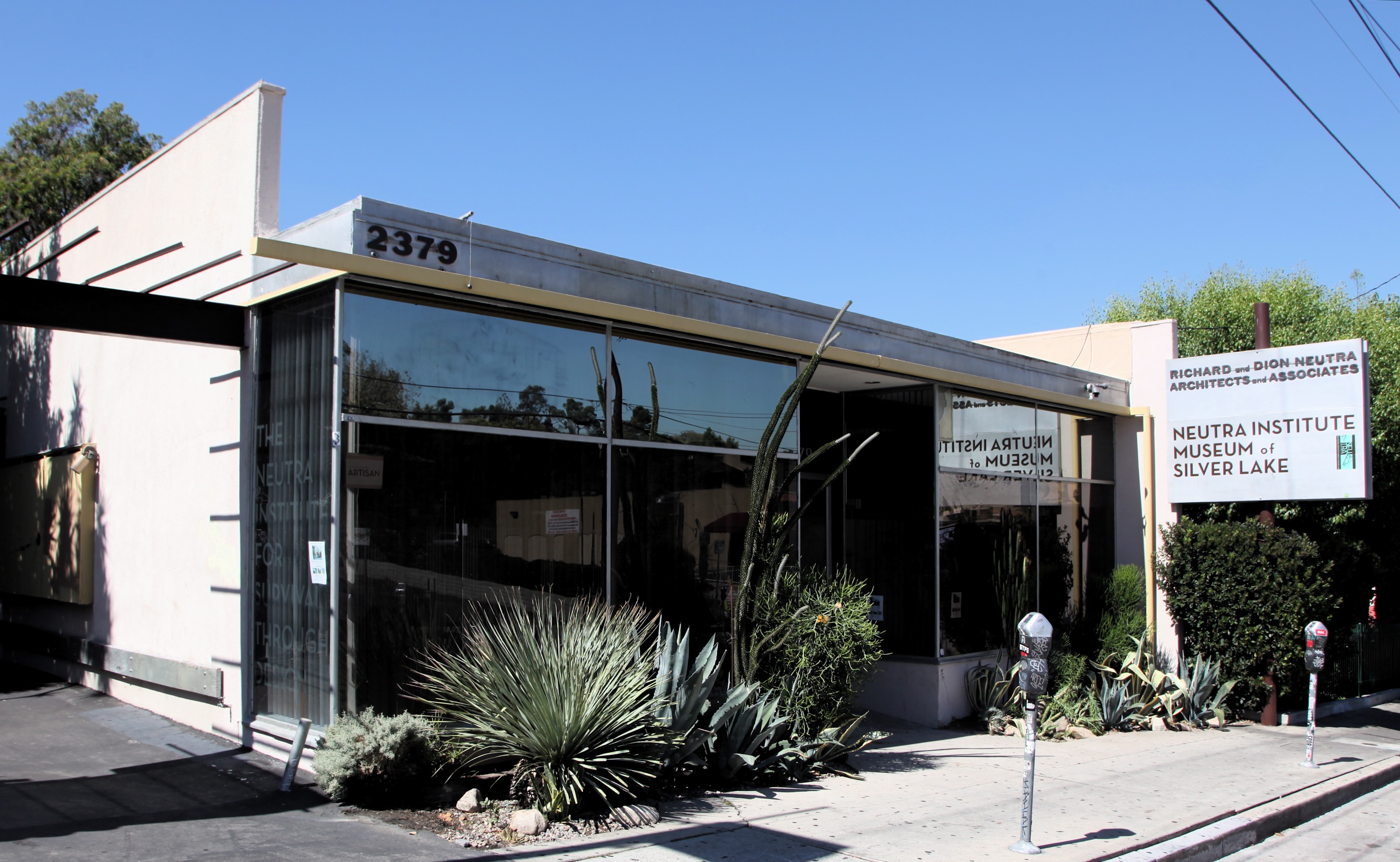
Neutra Office Building de Richard Neutra nos Ángeles (1950)
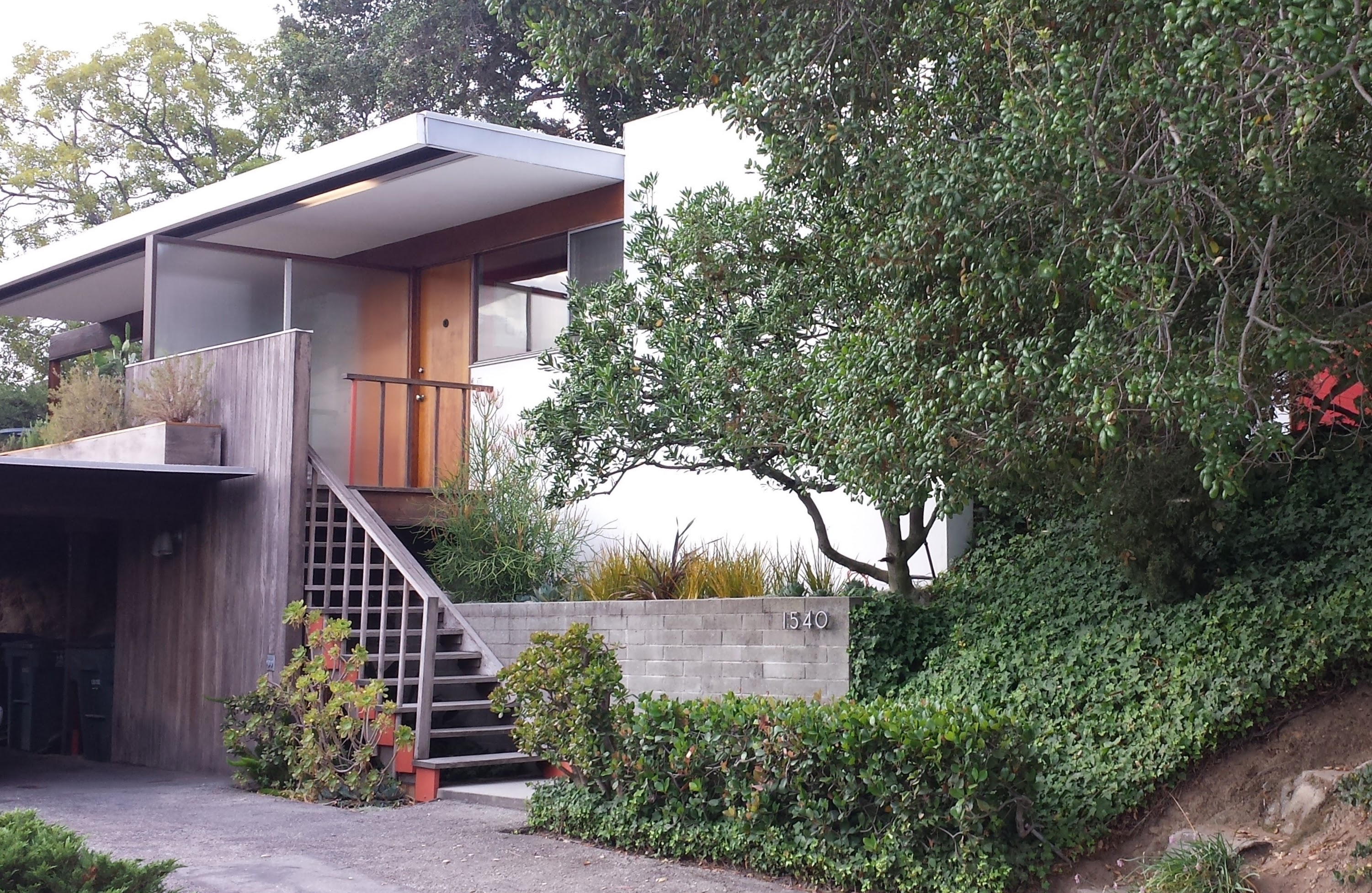
A Constance Perkins House de Richard Neutra, Califórnia (1962)
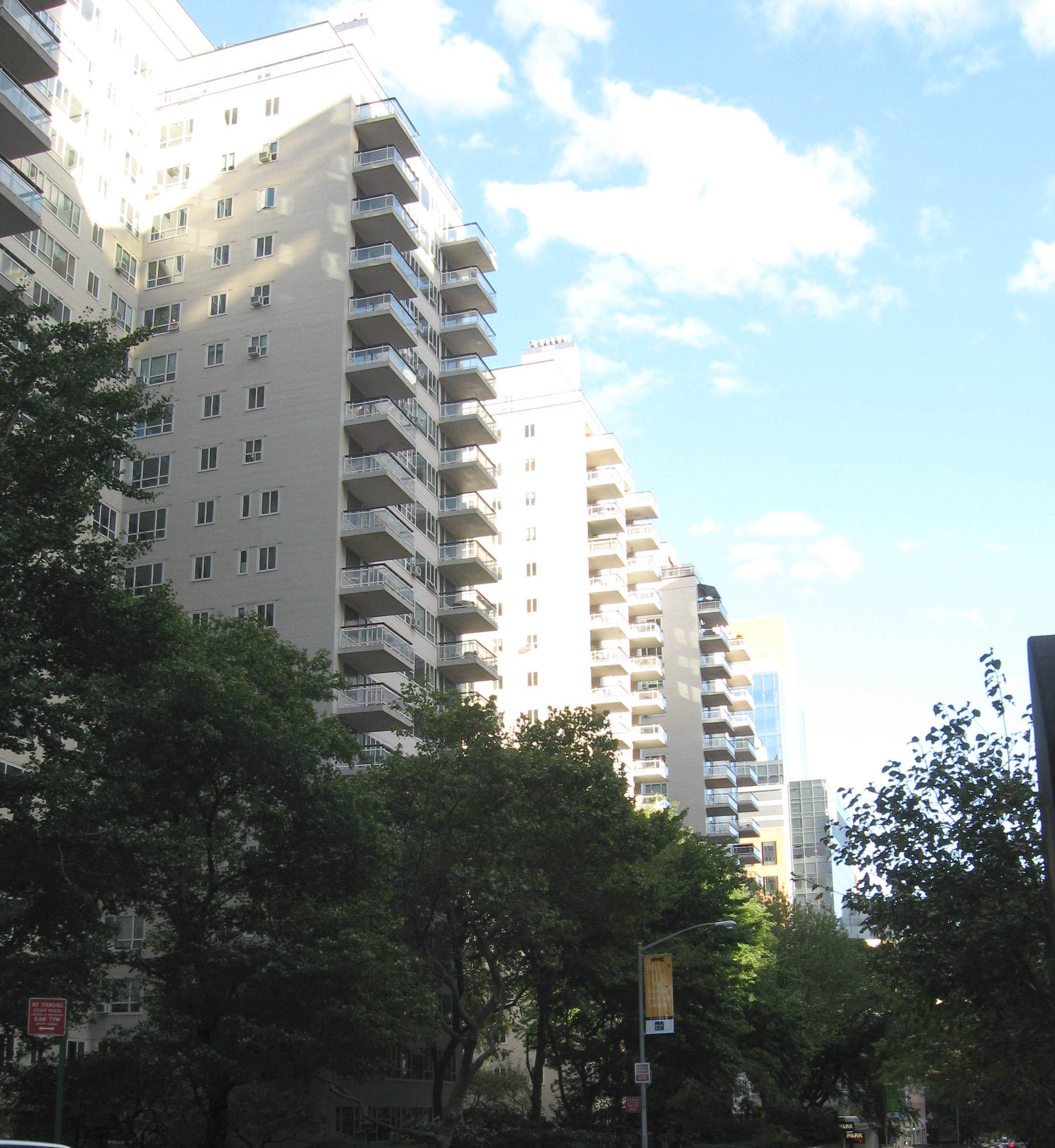
Manhattan House deSkidmore, Owings & Merrill (1950–51)
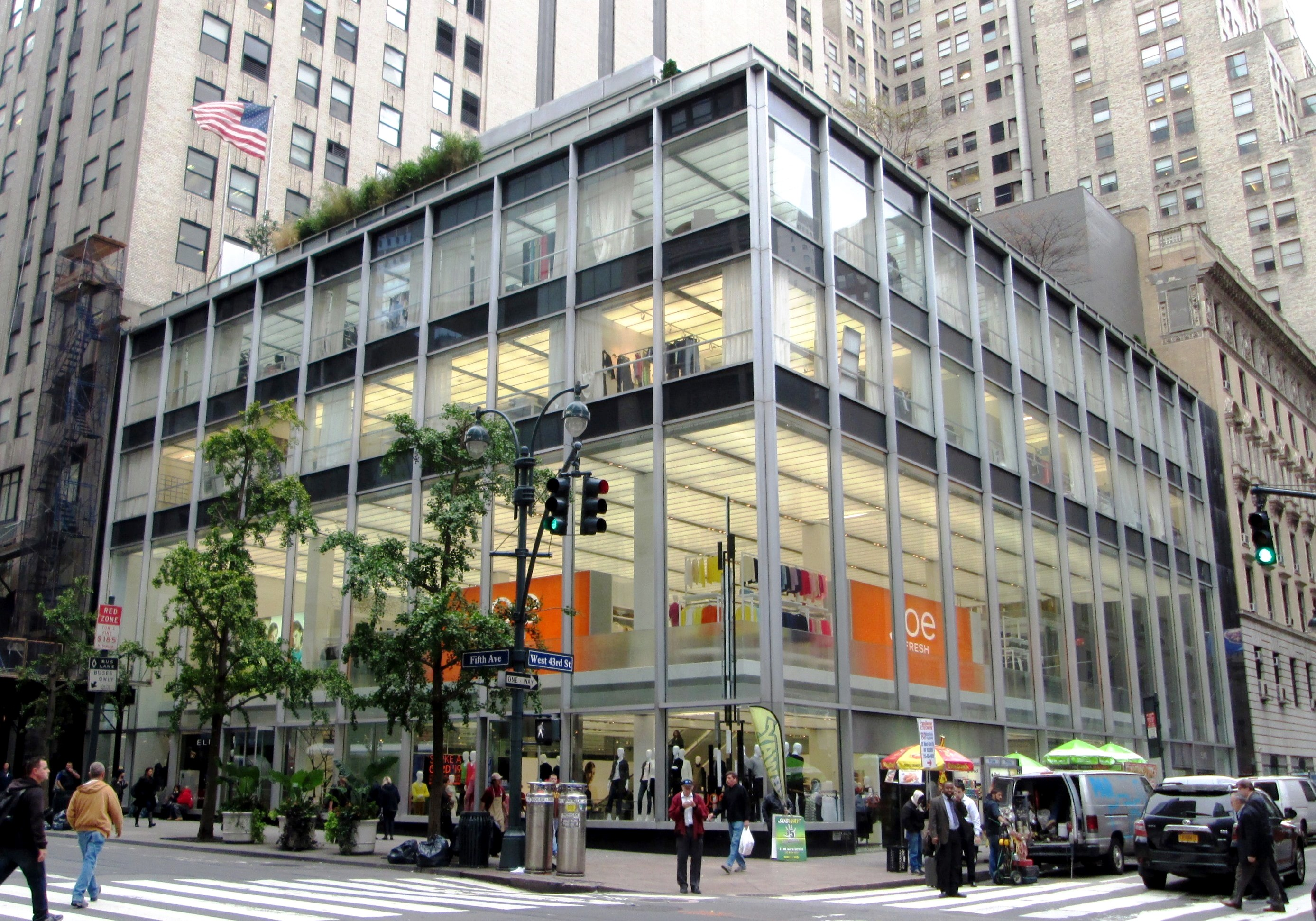
Manufacturers Trust Company Building, de Skidmore, Owings & Merrill, Nova Iorque (1954)
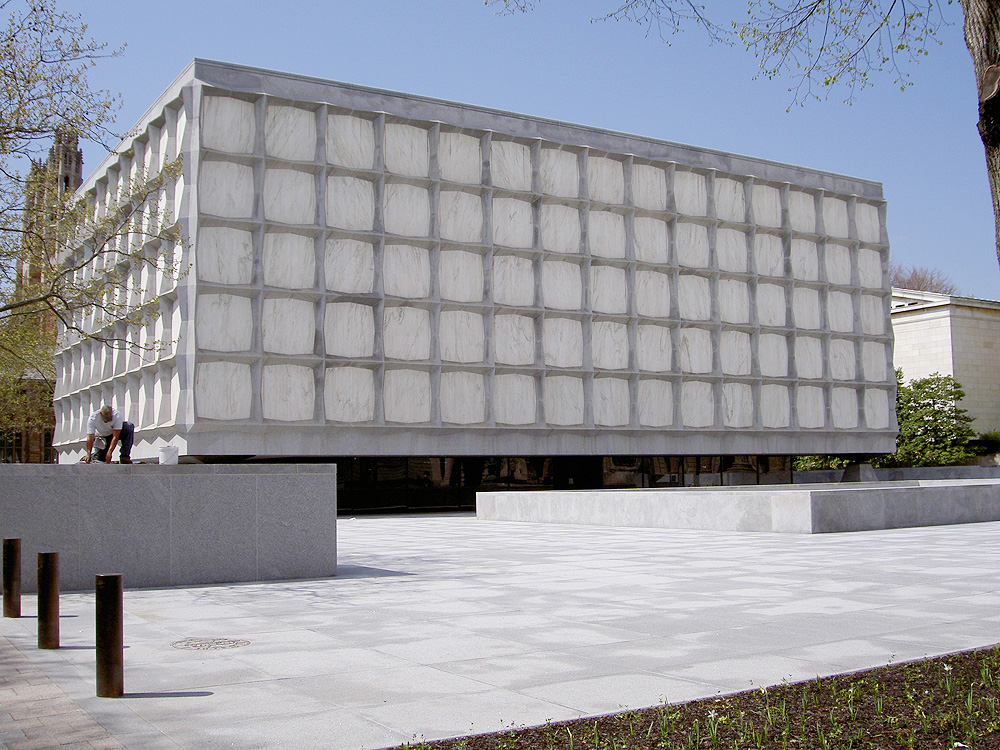
Biblioteca Beinecke na Universidade Yale por Skidmore, Owings & Merrill (1963)
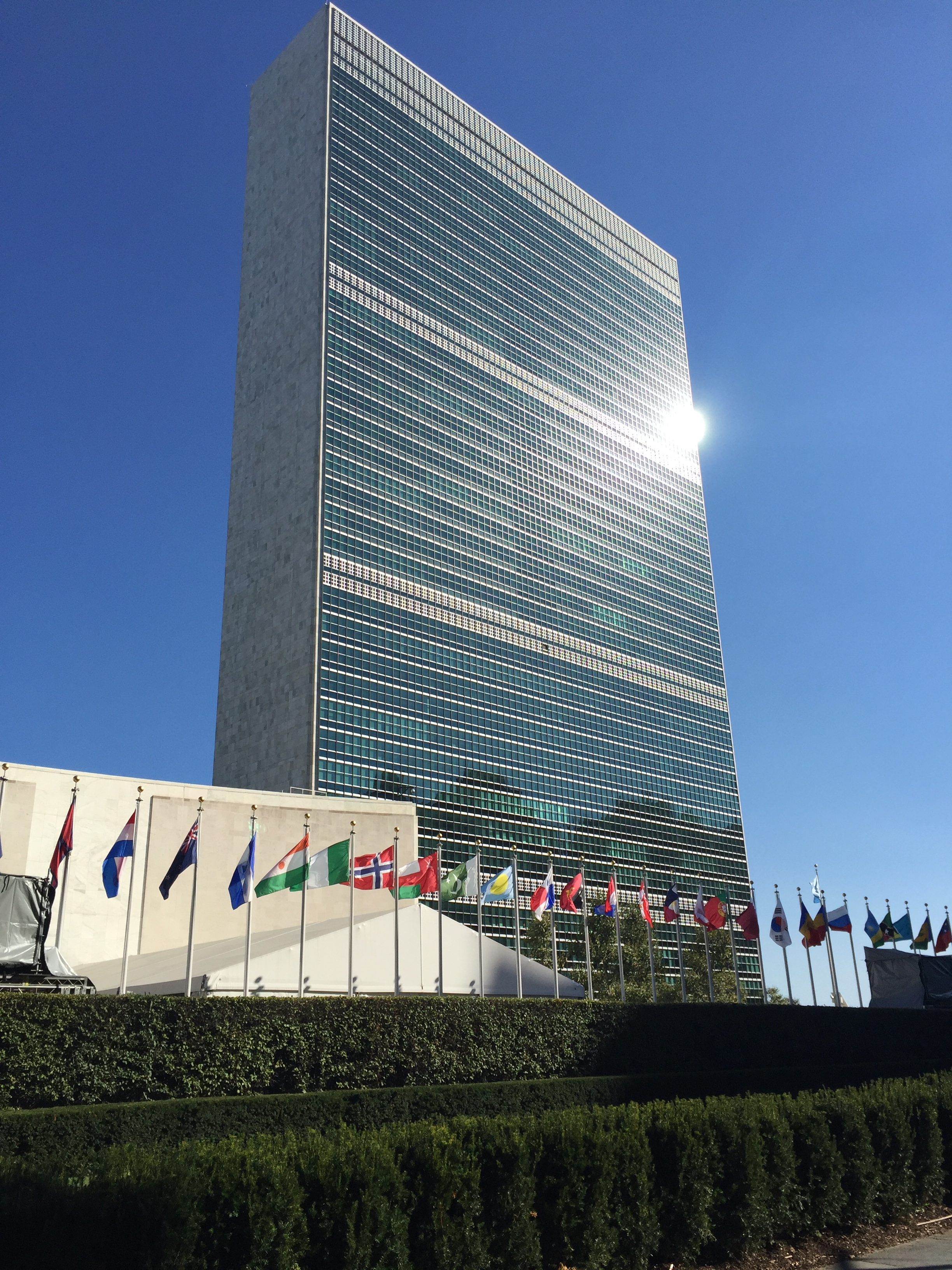
Sede das Nações Unidas em Nova Iorque, de Wallace Harrison com Niemeyer e Le Corbusier (1952)
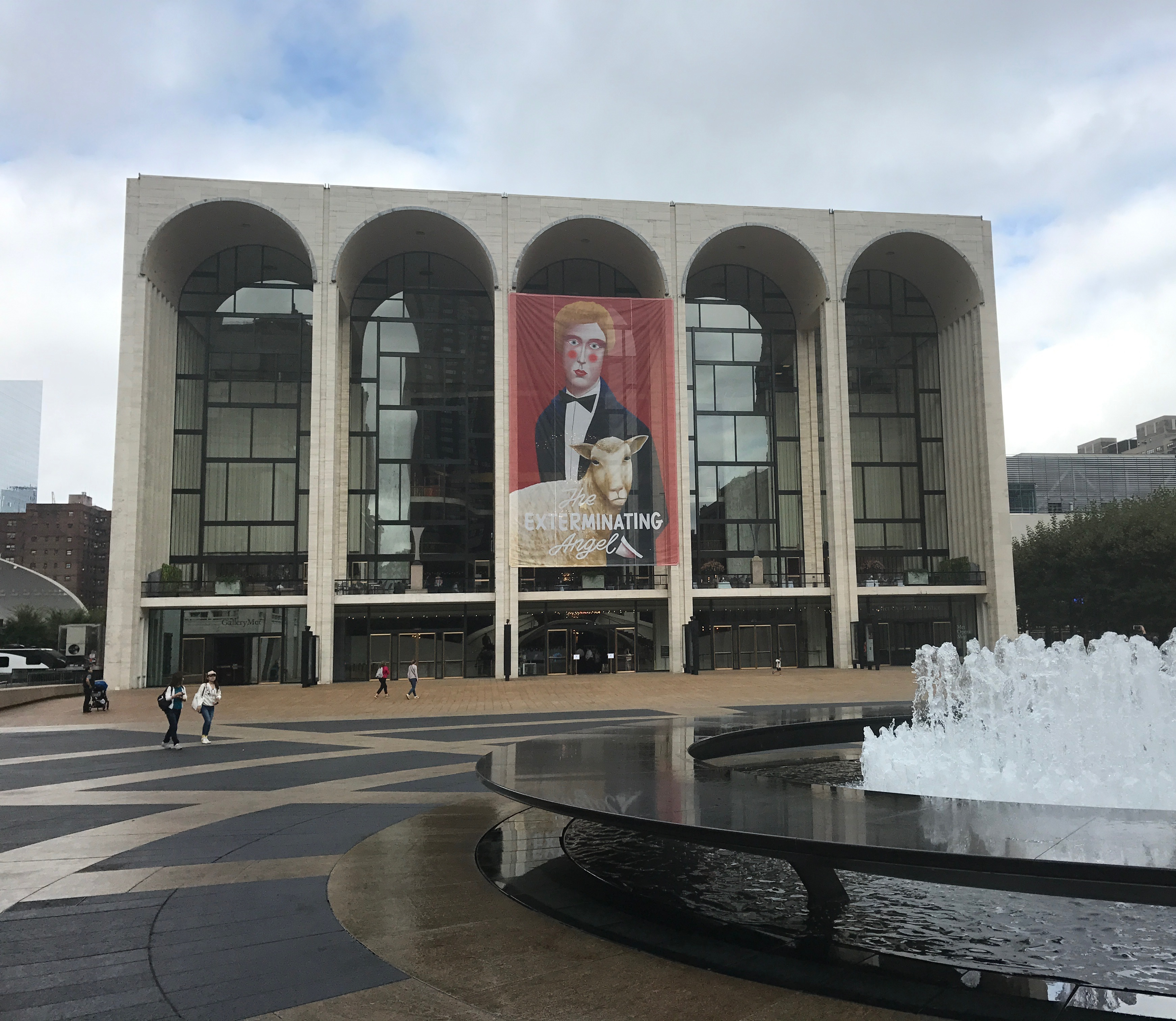
A Metropolitan Opera House noLincoln Center na cidade de Nova Iorque por Wallace Harrison (1966)

#### Últimas obras de Wright
Frank Lloyd Wright tinha oitenta anos em 1947; esteve presente nos primórdios da arquitetura moderna americana e, embora se recusasse a aceitar que pertencia a qualquer movimento, continuou a desempenhar um papel de liderança quase até o fim. Um de seus últimos e mais originais projetos foi o campus do Florida Southern College em Lakeland, Flórida, iniciado em 1941 e concluído em 1943. Ele projetou nove novos edifícios em um estilo que descreveu como "O Filho do Sol". Ele escreveu que queria que o campus "crescesse do solo para a luz, um filho do sol".

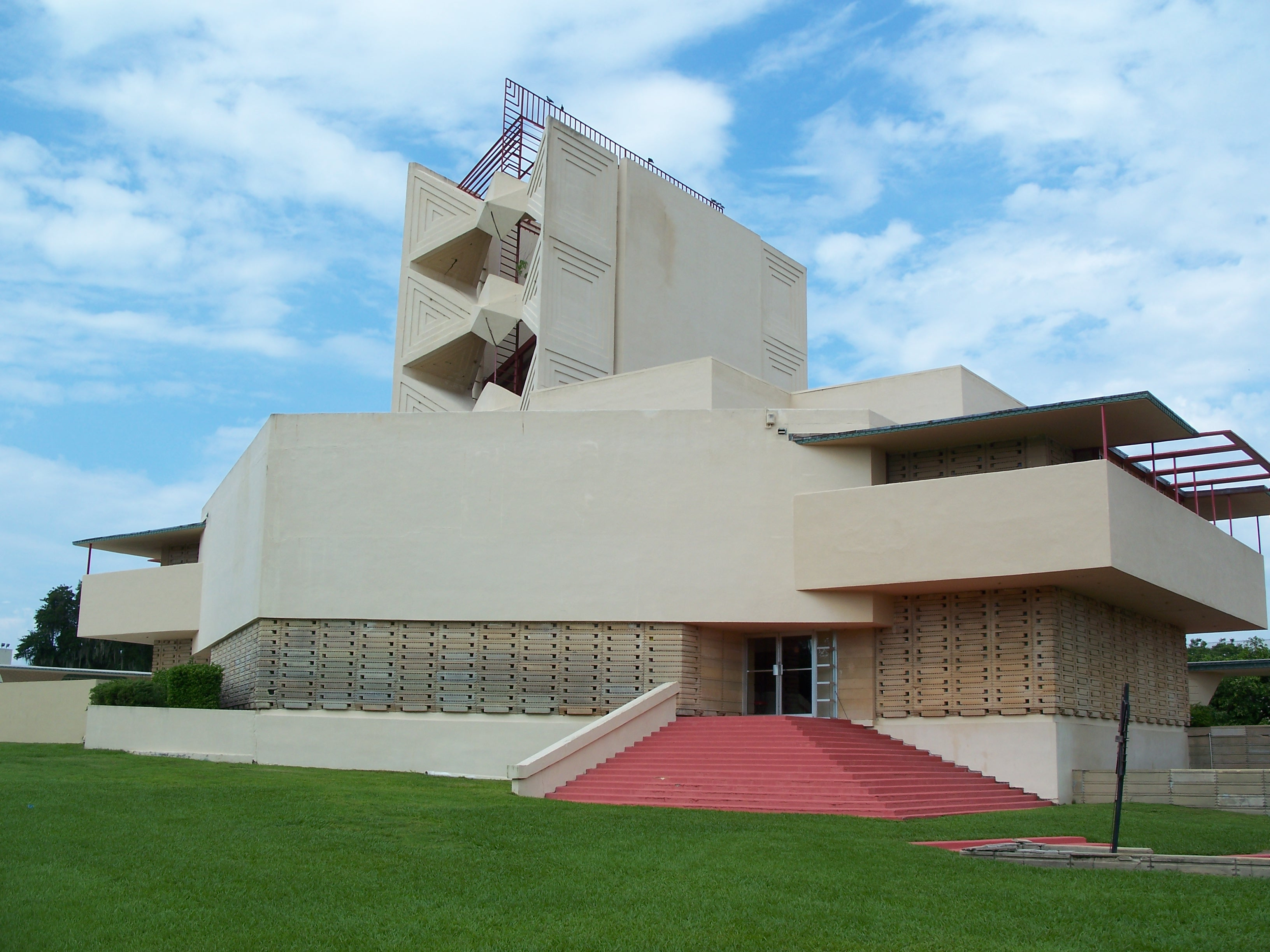
A Capela Pfeiffer no Florida Southern College, Frank Lloyd Wright (1941–1958)
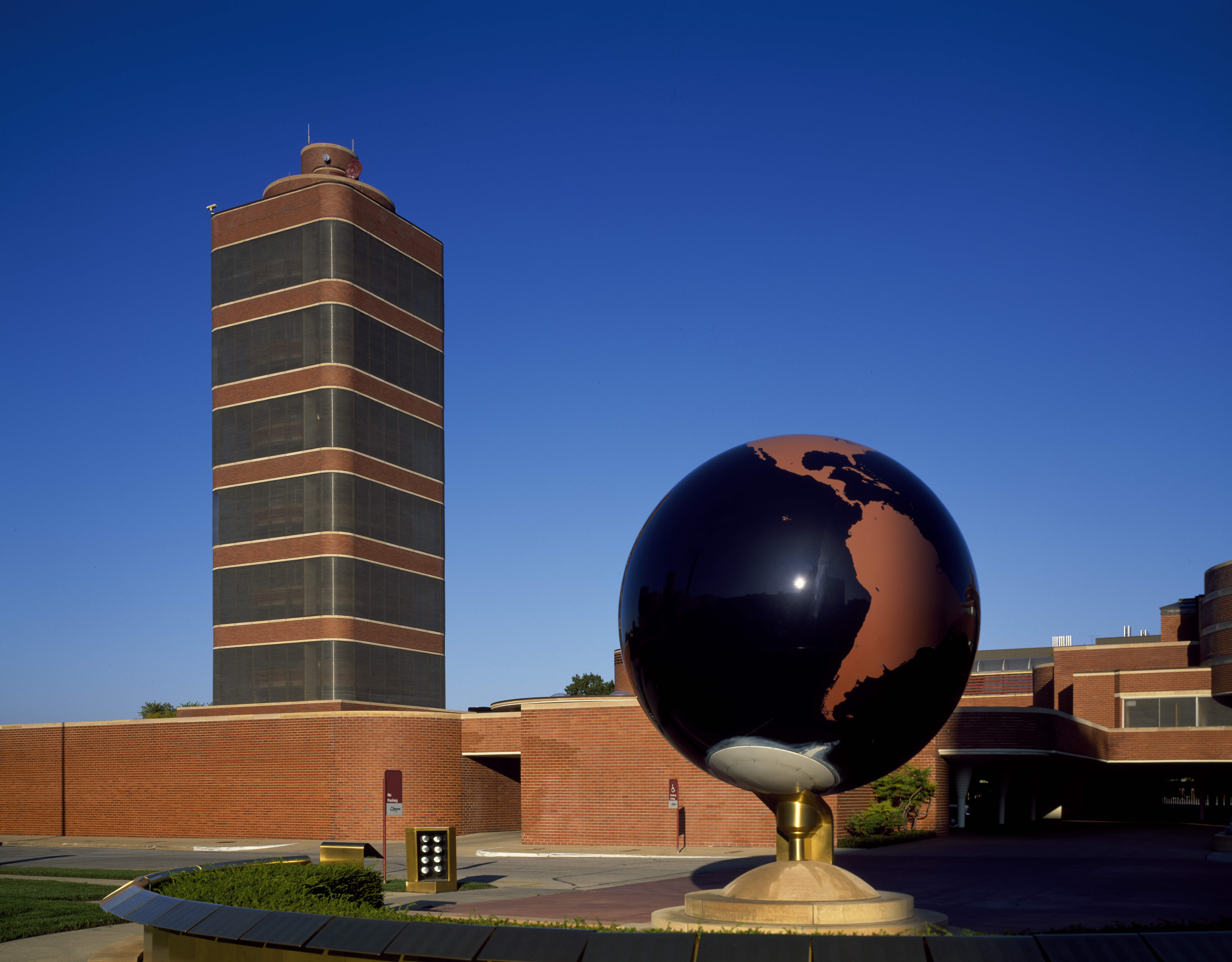
Torre sede da Johnson Wax (1944–50)
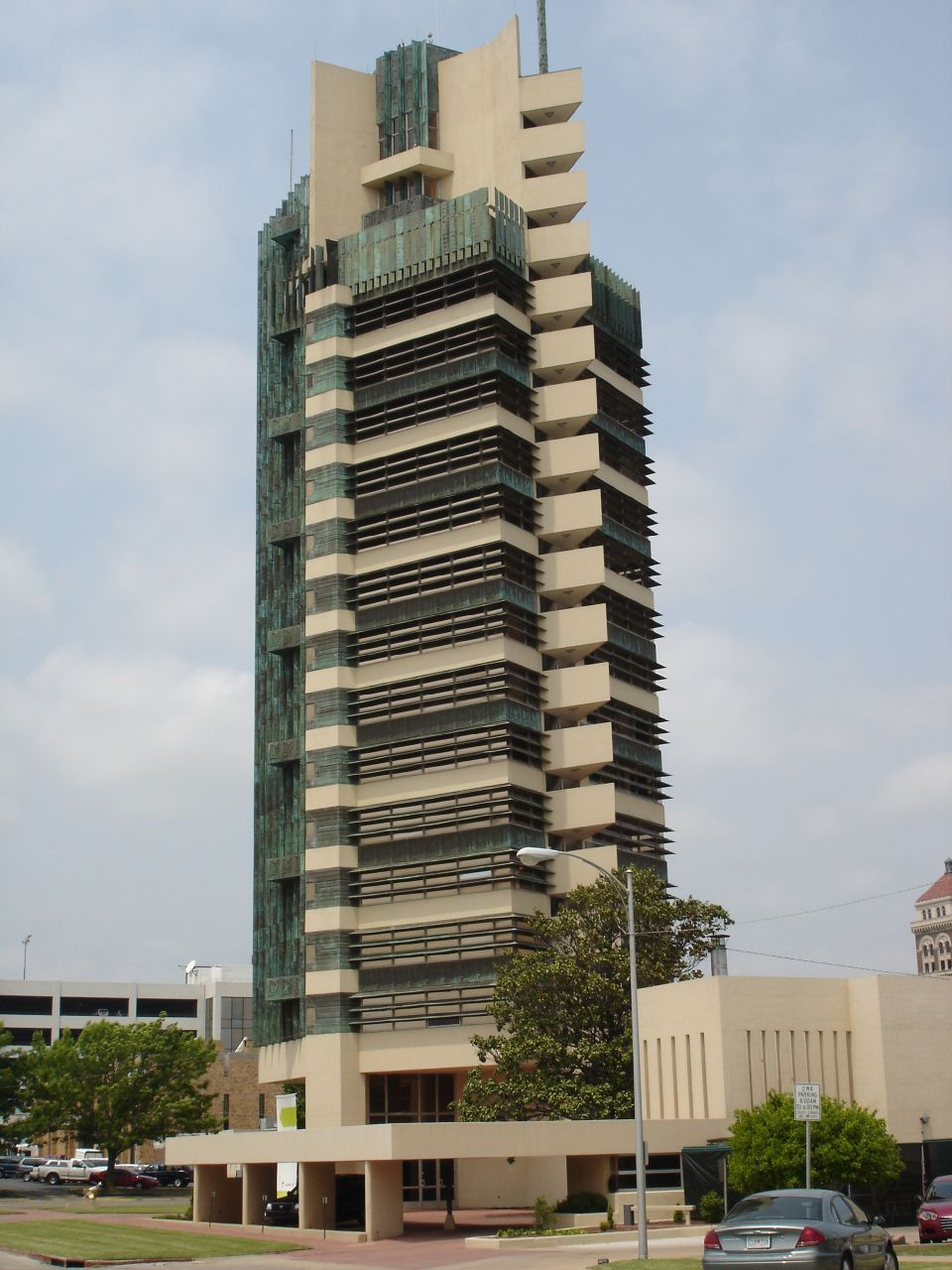
Price Tower em Bartlesville, Oklahoma (1956)
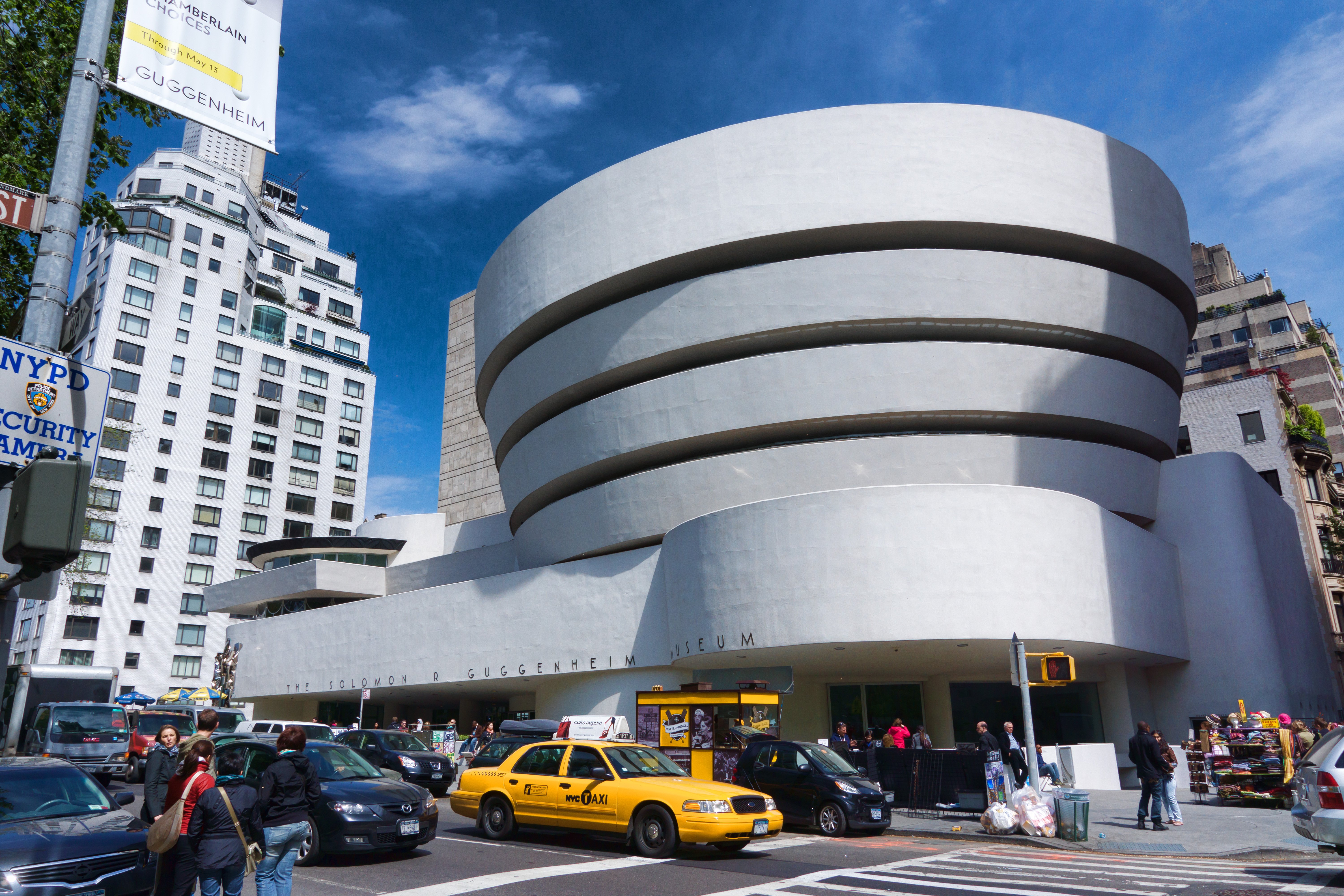
Museu Salomão Guggenheim, de Wright (1946–1959)

Ele completou vários projetos notáveis na década de 1940, incluindo a sede da Johnson Wax e a Torre Bartlesville em Oklahoma (1956). O edifício é invulgar porque assenta no seu núcleo central de quatro poços de elevador; o resto do edifício projeta-se desse núcleo, como os galhos de uma árvore. Wright planejou originalmente a estrutura de um prédio de apartamentos na cidade de Nova York. Esse projeto foi cancelado por causa da Grande Depressão, e ele adaptou o projeto para uma empresa de equipamentos e dutos em Oklahoma. Ele escreveu que na cidade de Nova York seu prédio se perderia em uma floresta de prédios altos, mas que em Oklahoma ele permaneceria sozinho. O design é assimétrico; cada lado é diferente.
Em particular e de uma forma mais local, outros arquitectos menores contribuíram para moldar as vilas e cidades de acordo com o estilo internacional (veja Fred Bassetti em Seattle, por exemplo).
Em 1943, o colecionador de arte Solomon R. Guggenheim contratou Wright para projetar um museu para sua coleção de arte moderna. A sua formulação foi totalmente original; um edifício em forma de tigela com uma rampa em espiral no interior que levava os visitantes do museu a um passeio ascendente pela arte do século XX. As obras começaram em 1946 mas só foram concluídas em 1959, ano em que faleceu. (Veja o artigo Museu Guggenheim de Nova York).

#### Outros arquitetos proeminentes
- Philip Johnson
- Eero Saarinen (finlandês com boa parte da sua obra desenvolvida nos Estados Unidos)
- Louis Khan